# Elvin López
Elvin Audini López Coreas (La Ceiba, Atlántida; 22 de octubre de 1978) es un exfutbolista y entrenador hondureño. Jugaba de mediocampista.

## Trayectoria como entrenador
En 2015 llegó al Club Deportivo Vida, en sustitución de Ramón Maradiaga.

## Clubes

### Como futbolista
| Club              | País     | Año       |
| ----------------- | -------- | --------- |
| Vida              | Honduras | 1999-2001 |
| Honduras Salzburg | Honduras | 2001-2002 |
| Vida              | Honduras | 2002-2004 |
| Victoria          | Honduras | 2004-2006 |
| Vida              | Honduras | 2007-2009 |

### Como entrenador
| Club                | País     | Año       |
| ------------------- | -------- | --------- |
| Vida                | Honduras | 2015-2016 |
| Victoria            | Honduras | 2018-2019 |
| Victoria (interino) | Honduras | 2021      |

## Palmarés

### Como entrenador
| Título                    | Club | País     | Año  |
| ------------------------- | ---- | -------- | ---- |
| Liga Nacional de Reservas | Vida | Honduras | 2010 |